# U.S. National Championships 1894
Gli U.S. National Championships 1894 (conosciuti oggi come US Open) sono stati la 14ª edizione degli U.S. National Championships e terza prova stagionale dello Slam per il 1894. I tornei maschili si sono disputati al Newport Casino di Newport, quelli femminili e il doppio misto al Philadelphia Cricket Club di Filadelfia, negli Stati Uniti.
Il singolare maschile è stato vinto dallo statunitense Robert Wrenn, che si è imposto sull'irlandese Manliff Goodbody in quattro set col punteggio di 6–8, 6–1, 6–4, 6–4. Il singolare femminile è stato vinto dalla statunitense Helen Hellwig, che ha battuto in finale in cinque set la connazionale Aline Terry. Nel doppio maschile si sono imposti Clarence Hobart e Frederick Hovey. Nel doppio femminile hanno trionfato Helen Hellwig e Juliette Atkinson.  Nel doppio misto la vittoria è andata a Juliette Atkinson, in coppia con Edwin Fisher.

## Seniors

### Singolare maschile
Robert Wrenn ha battuto in finale  Manliff Goodbody con il punteggio di 6–8, 6–1, 6–4, 6–4.

### Singolare femminile
Helen Hellwig ha battuto in finale  Aline Terry con il punteggio di 7–5, 3–6, 6–0, 3–6, 6–3.

### Doppio maschile
Clarence Hobart /  Frederick Hovey hanno battuto in finale  Carr Neel /  Sam Neel con il punteggio di 6–3, 8–6, 6–1.

### Doppio femminile
Helen Hellwig /  Juliette Atkinson hanno battuto in finale  Annabella Wistar /  Arny Williams con il punteggio di 6–4, 8–6, 6–2.

### Doppio misto
Juliette Atkinson /  Edwin Fisher hanno battuto in finale  A. McFadden /  Gustav Remark con il punteggio di 6–3, 6–2, 6–1.